# Odontosoria melleri
Odontosoria melleri är en ormbunkeart som först beskrevs av William Jackson Hooker, och fick sitt nu gällande namn av Carl Frederik Albert Christensen. Odontosoria melleri ingår i släktet Odontosoria och familjen Lindsaeaceae. Inga underarter finns listade.